# Fenfluramina
La fenfluramina es un medicamento que ha sido empleado en el tratamiento de la obesidad. Está compuesto por la mezcla racémica de dos enantiómeros: la dextrofenfluramina y la levofenfluramina. Actúa aumentado la descarga del neurotransmisor serotonina en el cerebro e inhibiendo su recaptación, esta acción se ejerce sobre el cerebro, a nivel del hipotálamo, interfiriendo en los mecanismos fisiológicos que regulan el apetito, produciendo sensación de saciedad.
El medicamento fue retirado del mercado en Estados Unidos y la mayor parte de los países del mundo en el año 1997, después de que se comprobara que provocaba lesiones de las válvulas del corazón e hipertensión pulmonar, por lo que las autoridades sanitarias consideraron que los riesgos de su utilización no compensaban los potenciales beneficios.